# طائرة عائمة
الطائرة العائمة أو الطافية أو طائرة طفو (بالإنجليزية: Floatplane)‏ هو نوع من الطائرات المائية، مجهزة بعوامة واحد أو أكثر للطفو، تثبت تحت جسم الطائرة لتوفير الطفو على سطح الماء. وعلى النقيض من ذلك، القوارب الطائرة والتي تستخدم جسمها للطفو. وبعض الأنواع من الطائرات المائية العائمة قد يكون لها أيضا عجلات هبوط مناسبة على لأرض، مما يجعلها من الطائرات البرمائية.